# Luisa Josefina Hernández
Luisa Josefina Hernández y Lavalle (ur. 2 listopada 1928 w Meksyku, zm. 16 stycznia 2023) – meksykańska dramatopisarka, autorka powieści i tłumaczka.

## Życiorys
W dzieciństwie Hernández nauczyła się języka niemieckiego, francuskiego i angielskiego. W 1946 roku rozpoczęła studia prawnicze, jednak wkrótce porzuciła je na rzecz studiów w dziedzinie literatury angielskiej i teatrologii na Narodowym Uniwersytecie Autonomicznym Meksyku; później studiowała także teatrologię na Uniwersytecie Columbia. Przez ponad ćwierć wieku wykładała na macierzystej uczelni w Meksyku.
Hernández zadebiutowała w wieku 23 lat sztuką teatralną Aguardiente de caña, za którą otrzymała nagrodę podczas konkursu na Festival de Primavera. W jej dorobku znajduje się przeszło 60 sztuk teatralnych i 17 powieści. Z początku pisała w duchu realizmu, jednak w 1960 roku nastąpił zwrot w jej twórczości w stronę nowych tendencji w świecie teatru. Jednym z najważniejszych tematów poruszanych w jej utworach jest zmieniająca się rola kobiet w społeczeństwie. 
Hernández zajmowała się także krytyką literacką i tworzyła eseje. Tłumaczyła utwory Bertolta Brechta, Stefana Zweiga czy Williama Shakespeareʼa. Została laureatką stypendium Fundacji Rockefellera.
W języku polskim w ukazała się jej powieść Wybrana dolina w tłumaczeniu Teresy Maczyńskiej, wydana nakładem Państwowego Instytutu Wydawniczego w 1970 roku.